# Sugihan (Jatiroto)
Sugihan is een bestuurslaag in het regentschap Wonogiri van de provincie Midden-Java, Indonesië. Sugihan telt 2147 inwoners (volkstelling 2010).